# Il tappeto da preghiera di carne

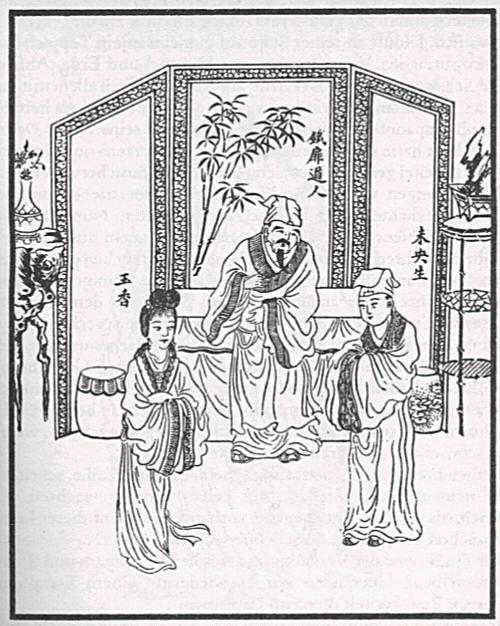
Un'illustrazione del 1894. I tre personaggi raffigurati sono, da sinistra a destra, Nobile Profumo, Taoista Porta di Ferro e il Chierico della Prima Veglia.

Rouputuan, noto anche come Huiquanbao e Juehouchan, e tradotto come Il tappeto da preghiera di carne, è un romanzo erotico cinese del XVII secolo pubblicato sotto pseudonimo ma generalmente attribuito allo scrittore Lǐ Yú. Fu scritto nel 1657 e pubblicato nel 1693 durante la dinastia Qing. È diviso in quattro volumi di cinque capitoli l'uno. In Giappone fu pubblicato nel 1705 col titolo Nikubuton, con una prefazione che lo dichiarava il più grande romanzo erotico di tutti i tempi.
Il romanzo occupa un posto controverso nella letteratura cinese, e per lungo tempo è stato vietato e censurato; studi recenti trattano l'opera come un'allegoria che usa la sua vena pornografica per attaccare il puritanesimo confuciano. Il prologo commenta che il sesso è salutare se preso come un farmaco, ma non lo è se diventa cibo comune.

## Trama
Nel XIV secolo, durante la dinastia Yuan, il giovane Wei-yang Sheng, "il Chierico della Prima Veglia", visita un tempio buddhista dove incontra un monaco chiamato "Cima Solitaria" o "Monacello Sacco di Pelle" Cima Solitaria nota che egli mostra saggezza ma anche lascivia. Il Chierico della Prima Veglia replica che lo scopo della vita del monaco è stare seduto su uno zafu (o "tappeto da preghiera") e meditare, mentre il suo proprio desiderio è sposare una bellissima donna e sedersi su un "tappeto da preghiera di carne".
Il Chierico della Prima Veglia si stabilisce in una città dove sposa la figlia di un ricco e gelosissimo possidente, "Taoista Porta di Ferro". Dopo alcuni mesi di convivenza, nella quale istruisce la moglie a giochi erotici sempre più raffinati, intraprende un viaggio per cercare nuovi amori, con la scusa di dover perfezionare la propria formazione prima di sostenere gli esami per entrare nell'amministrazione pubblica.
Viaggiando verso la capitale, il Chierico della Prima Veglia incontra il bandito chiamato "il Rivale di Kun-lun",, e fa con lui un giuramento di sangue. Il Rivale di Kun-lun presenta il Chierico della Prima Veglia a un medico-mago taoista, che ingrandisce chirurgicamente il pene del Chierico della Prima Veglia inserendovi delle strisce del pene di un mastino, prelevate durante il coito, aumentandone anche la resistenza. Con l'aiuto del Rivale di Kun-lun, il Chierico della Prima Veglia intraprende delle relazioni adulterine con diverse donne sposate, tra le quali Yen Fang, "Aroma",, la moglie del mercante di sete Ch'üan il Probo;,  Kung-hsi, "Nuvola Profumata", moglie di Hsien Hsien-tzu e le sue cugine: le due sorelle Tuan-chu, "Perla senza Macchia", moglie di Wo-yün Sheng, "il Chierico della Quiete delle Nuvole", e Tuan-yü, moglie di Ju-yün Sheng, il "Chierico del Riposo delle Nuvole".
Quando Ch'üan il Probo, che si era rassegnato a cedere la moglie al Rivale di Kun-lun perché atterrito dalla sua fama sinistra, apprende invece che l'amante di lei era il Chierico della Prima Veglia, s'infuria e decide di vendicarsi. Assume una falsa identità e fa in modo di entrare nella casa di Porta di Ferro, dove sposa la sua cameriera Ju-yi e seduce la moglie del Chierico della Prima Veglia Hsin Kan, "Nobile Profumo", e la mette incinta. Per evitare le ire di Porta di Ferro, Ch'uan si allontana con le due donne e le vende a un bordello di Pechino: Ju-yi come serva e Nobile Profumo come prostituta. Successivamente si rende conto di aver commesso dei gravi peccati e decide di espiarli diventando un monaco sotto la guida di Cima Solitaria.
Nello stesso tempo, nel bordello, Yuxiang viene istruita in una tecnica speciale: la calligrafia per mezzo di un pennello infilato nella sua vulva. Incontra Hsien Hsien-tzu, il Chierico della Quiete delle Nuvole e il Chierico  del Riposo delle Nuvole, e ha rapporti con ognuno di loro. Quando il Chierico della Prima Veglia, richiamato dalla fama della prostituta che non sa essere sua moglie, visita il bordello, Nobile Profumo riconosce suo marito e per la vergogna si suicida. Per il Chierico della Prima Veglia è un duro colpo, che lo richiama alla realtà. Fa la stessa scelta di Ch'üan e diventa un monaco presso Cima Solitaria. Per non ricadere nei piaceri della carne, esacerbati dal suo pene accresciuto, una notte se lo taglia, a rischio del dissanguamento.
I titoli cinesi alternativi del romanzo – Huiquanbao (Il ciclo karmico) e Juehouchan (Il Chán dopo il risveglio) – riflettono il tema complessivo della storia, specificamente il buddhismo Chán e la  concezione buddhista del karma: il Chierico della Prima Veglia ha avuto relazioni sessuali illecite con le mogli di altri uomini, e ha poi ricevuto la sua retribuzione karmica quando questi uomini hanno compiuto atti sessuali con sua moglie; le sue scappatelle sessuali hanno termine e giunge a una conclusione in cui si è finalmente "risvegliato" e decide di seguire gli ideali del Chán sotto la guida di Cima Solitaria.

## Analisi critica
Il romanzo rappresenta una fase di sviluppo della narrazione che si distacca dalle convenzioni dei primi narratori per arrivare a una composizione letteraria originale in piena consapevolezza. L'atteggiamento dell'autore permette "una raffinata e ironica interazione tra i personaggi, la trama, i lettori e, in modo meno percettibile, lo steso autore". Sebbene la storia sia "chiaramente un'allegoria", "non pretende di nascondere la sua natura realistica e pornografica". La struttura della narrazione, a "una sorta di carriera di un libertino", è intrecciata con cura verso un climax", che ha come risultato "una conclusione acuta e  artificiale dell'ironica struttura buddhista" nel corpo della narrazione che segue il prologo nel primo capitolo. Tuttavia, il primo capitolo sembra esprimere la posizione che "l'attività sessuale è salutare, non devitalizzante, secondo il detto della tradizione cinese che lo definisce così se 'assunto' come un farmaco, e non 'consumato' come un cibo qualunque". L'atteggiamento "moralistico, di stampo buddhista, che porta all'autoevirazione, non dev'essere preso sul serio. Tuttavia, è sicuramente d'aiuto nel denunciare lo stretto puritanesimo confuciano che attacca."
Robert E. Hegel ha scritto che Il tappeto da preghiera di carne intendeva satireggiare il sistema degli esami imperiali e parodiare i temi dei romanzi sentimentali caizi jiaren.

## Paternità dell'opera
Il problema di chi sia stato l'autore è stato discusso, tra gli altri, dagli studiosi Chun-shu Chang and Shelley Hsueh-lun Chang. Essi sottolineano come l'attribuzione a Li non sia stata proposta prima del 1715, 35 anni dopo la sua morte, e non sia stata suffragata da prove, che non sono state portate nemmeno degli anni successivi della dinastia Qing. Sottolineano inoltre che in epoca moderna Lu Xun suggerì che il romanzo avesse uno spirito e uno stile simili a quelli di Li, ma che non approfondì l'argomento. I Chang riconoscono la bontà della conclusione di Patrick Hanan secondo cui "il marchio della sua narrazione è così peculiare che, anche se non si è mai effettivamente provato che il romanzo sia opera di Li Yu, basta leggerlo assieme alle sue storie per rendersi conto della veridicità dell'attribuzione." Tuttavia, da parte loro affermano: "Non possiamo concludere che Li Yu sia stato l'autore del Tappeto da preghiera di carne." Andre Levy, nell'Indiana Companion to Traditional Chinese Literature, dice che l'autore è "probabilmente" Li Yu. Gli storici della letteratura Wilt Idema e Lloyd Haft dicono semplicemente che Li è "spesso considerato" esserne l'autore.

## Edizioni

### Edizioni italiane
- Li Yü, Il tappeto da preghiera di carne: romanzo erotico-morale dell'epoca dei Ming, traduzione di Anna Maria Greimel (dalla versione tedesca di Franz Kuhn), Milano, Bompiani, 1973.
- Li Yü, Il tappeto da preghiera di carne, traduzione di Anna Maria Greimel, introduzione di Renata Pisu, Tascabili n. 41, Milano, Bompiani, 1977.
- Li Yü, Il tappeto da preghiera di carne, traduzione di Anna Maria Greimel, Milano, Sonzogno, 1986.
- Li Yü, Il tappeto da preghiera di carne, traduzione di Anna Maria Greimel, introduzione di Renata Pisu, I grandi tascabili n. 261, Milano, Bompiani, 1993.
- Li Yu, Il tappeto da preghiera di carne: racconto erotico cinese d'epoca Qing, a cura di Edi Bozza, Oscar, Milano, Mondadori, 1993, ISBN 88-04-41279-8.

### Traduzioni in altre lingue
- Manciù: Durante la dinastia Qing, il libro fu tradotto in manciù come ᡰᡝᠣ
ᡦᡠ
ᡨᡠᠸᠠᠨ
ᡳ
ᠪᡳᡨᡥᡝ Wylie: Jeo p'u tuwan i bithe; Möllendorff: žeo pu tuwan i bithe). Edizione a cura di  H. Walravens, L. Bieg e Martin Gimm, Der chinesische Roman Rou putuan 肉蒲團 in manjurischer Übersetzung der Berliner Handschrift aus der Zeit um 1700, Berlin, Staatsbibliothek zu Berlin, 2011.
- (EN) The Carnal Prayer Mat, traduzione di Patrick Hanan, Honolulu, University of Hawaii Press, 1996, ISBN 0-8248-1798-2.
- (EN) Jou Pu Tuan (The Prayer Mat of Flesh), traduzione di Richard Martin (tradotto dalla versione tedesca di Franz Kuhn), New York, Grove Press, 1963. Pubblicato nel Regno Unito come  The Before Midnight Scholar, London, André Deutsch, 1965.
- (FR) Jeou p'ou t'ouan ou la chair comme tapis de prière, traduzione di Pierre Klossowski, Parigi, J.-J. Pauvert, 1962.
- (DE) Jou Pu Tuan: ein erotisch-moralischer Roman aus der Ming-Zeit mit 62 chinesische Holzschnitten, traduzione di Franz Kuhn, Zürich, Die Waage, 1959.
- (CS) Rouputuan - Meditační rohožky z masa, traduzione di Oldřich Král, Maxima 2011, ISBN 978-80-86921-06-8.
- (HU) A szerelem imaszőnyege - Erotikus regény a Ming-korból, traduzione di Kiss Imre, 1989, ISBN 963 241 698 8.
- (HE) מחצלת הבשרים [Makhtselet Habesarim], traduzione di Dan Deor, 2005, ISBN 965-13-1743-4.

## Opere derivate
Sono liberamente ispirati dal romanzo i film erotici, prodotti a Hong Kong, Sex and Zen e Sex and Zen 3D.